# Chromodoris albolimbata
Chromodoris albolimbata is een slakkensoort uit de familie van de Chromodorididae. De wetenschappelijke naam van de soort is voor het eerst geldig gepubliceerd in 1907 door Bergh.